# Sentraltind
Sentraltind, Sentraltinden lub Vestre Styggedalstind – szczyt w Górach Skandynawskich. Leży w Norwegii, w regionie Sogn og Fjordane. Należy do pasma Jotunheimen. Jest to dziesiąty co do wysokości szczyt Norwegii.
Pierwszego wejścia dokonali Carl Hall, Mathias Soggemoen, i Torger S. Sulheim 7 sierpnia 1885 r.